# Ногайская бойня
Ногайская бойня — вооружённое столкновение Крымского ханства и Ногайской орды.

## Дата
Х. Иналджик датирует этот конфликт 1546 или 1547 годом. А. М. Некрасов склоняется к началу 1547 года. В то же время в сообщениях Реммал-Ходжи указывается, что смерть казанского хана Сафа-Гирея, по данным русских источников произошедшая в марте 1549 года, наступила в 956 году хиджры, 1549–1550 гг., то есть на третий год после «Ногайской бойни» (Ногай кыргыны). Это событие относится примерно к 953 году хиджры, что соответствует 1547–1548 годам.

## Предыстория
В 1547 году хан Сахиб-Гирей захватил Хаджи-Тархан, после чего правитель города Ямгурчи был вынужден бежать. Однако сам захват ханом не ограничился — он организовал массовое переселение населения в Крым. Как сообщал он в письме Ивану IV: «Людей их и улусов их там не оставили, всех пригонили к себе». С этим принудительным переселением, вероятно, связано сообщение в хронике «Гюльбюн-и ханан» о том, что Сахиб-Гирей выделил земли и выдал соответствующие грамоты для обеспечения благополучной жизни новым поселенцам. Эти люди были размещены в районе рек Эмба, Яик, Волга, Кубань, Дон и Днепр. Упоминание рек Эмбы и Яика, находящихся на территории Ногайской Орды, позволяет предположить, что среди переселённых в Крым были и ногаи, ранее проживавшие в Астраханском ханстве.

## Ход событий
Захват столицы Нижнего Поволжья и уведение её населения вызвали недовольство в руководстве Ногайской Орды. Подобно событиям 1509 года, когда Менгли-Гирей совершил поход и захватил ногайские улусы, было принято решение направить войско против Крыма. Основной целью, по-видимому, было не столько отомстить за разрушение города, сколько попытаться вернуть астраханцев.
Во главе 12-тысячного отряда был поставлен мирза Али-бек. Однако при столкновении с крымским войском численностью около 40 тысяч человек у Перекопа, ногайские силы не смогли выдержать артиллерийский огонь. Мирза, оставив на поле боя погибших и раненых, отступил с небольшой группой. Значительная часть его воинов попала в плен и подверглась суровому обращению. По преданию, у входа в Перекопские укрепления хан приказал воздвигнуть две башни из отрубленных голов пленных.